# 约翰·科利特
约翰·科利特（John Colet，1466年—1519年9月16日），英格兰伦敦人，英格兰人文主义先驱。

## 生平
约翰·科利特约1466年（有学者认为他生于1467年，但更多学者认为生于1466年）生于英格兰伦敦的一个富裕家庭。其父亨利·科利特在爱德华四世时期到伦敦，进入伦敦商人公会（the Mercers' Company），后来逐渐成为富商，在该公会以及伦敦的地位也日益提高，1486年和1495年两度出任伦敦市长。科利特之母克里斯琴·科利特（Christian Colet）是虔诚的基督徒，出身白金汉郡一个古老而显赫的家族，其祖先约翰·尼维特爵士曾任英格兰大法官，是托马斯·莫尔1529年出任大法官之前仅有的担任此职务的专业法官。伊拉斯谟在英国期间，经常受克里斯琴的招待。亨利夫妇育有22个孩子，但只有约翰·科利特和弟弟查理·科利特活到成年。
约翰·科利特少年时期也许是在圣安东尼学校学习。1483年，进入牛津大学莫德林学院学习七年。科利特熟读奥古斯丁等神学家的著作。1490年获硕士学位。此后继续学习数学及经院哲学，同时开始涉猎古典文学（尤其是西塞罗）以及柏拉图、普罗提诺的作品。科利特一直想为天主教会服务，1493年开始在法国和意大利游学。先在法国巴黎逗留，1493年抵达意大利，学习教会法、民法、希腊语、哲学、《圣经》。他对皮科、费奇诺等意大利人文主义者的印象很深刻。但他从未到过佛罗伦萨，也未见过费奇诺。在游学中，他对当时意大利人文主义、佛罗伦萨新柏拉图主义等都有了解。
1496年，科利特回到英国，在牛津大学用拉丁语作了有关圣保罗《罗马书》的系列演讲，将人文主义方法用于研究基督教神学问题，并且改变了通过彼得·隆巴德的《名言集》讲解《圣经》的传统，开创性地直接讲解《圣经》章节。他援引早期基督教作家而非经院哲学家的观点，使用文法分析而非推理的方法讲授神学，这创造了先例。1505年，已成为神学博士的科利特出任伦敦圣保罗座堂的教长。担任教长期间，他继续身穿黑色法袍，而同时代其他英国教士通常穿紫色法衣。在圣保罗座堂的讲坛上，他常用英语布道，年轻的托马斯·莫尔是他的听众之一。同年，科利特的父亲逝世，科利特继承遗产（此前他弟弟已逝世）．用这笔钱创办了圣保罗学校，免费向具备才能的学生开放。富有的科利特生活节俭，终身未婚。
科利特曾先后研读过西塞罗、奥古斯丁、哲罗姆、金口若望、安条克的依纳爵、拉克坦提乌斯、坡旅甲的著作。伊拉斯谟曾说：“当我听科利特说话时，我仿佛是在听柏拉图自己说话。”
1519年9月16日，科利特在伦敦病逝。得知其死讯后，伊拉斯谟说，英格兰失去了一位伟大的人，自己也失去了最好的朋友；托马斯·莫尔说，几代人以来，再找不到比科利特更有学识或更虔诚圣洁的人了。